# 松田修二
松田 修二（まつだ しゅうじ、1968年 - ）は、日本の医師・医学者。岐阜大学大学院医学系研究科病態制御学講座解剖学分野准教授。専門は神経内科学、精神神経科学。
灘高等学校、東京大学医学部医学科卒業後、大阪大学より医学博士の学位を取得。慶應義塾大学医学部で助手、神戸大学、アルバート・アインシュタイン医科大学、理研内匠研の特任助教を経て、2016年より現職。
主にアルツハイマー病に関連する研究を行っている。